# Jiazong
Jiazong (kinesiska: 甲宗乡, 甲宗) är en socken i Kina. Den ligger i provinsen Sichuan, i den sydvästra delen av landet, omkring 290 kilometer väster om provinshuvudstaden Chengdu. Antalet invånare är 1 167. Befolkningen består av 490 kvinnor och 677 män. Barn under 15 år utgör 20,0 %, vuxna 15-64 år 69 %, och äldre över 65 år 9,0 %.
Genomsnittlig årsnederbörd är 1 046 millimeter. Den regnigaste månaden är juni, med i genomsnitt 236 mm nederbörd, och den torraste är december, med 2 mm nederbörd.